# العلاقات الفلبينية البيروية
العلاقات الفلبينية البيروفية هي العلاقات الثنائية التي تجمع بين الفلبين وبيرو.

## مقارنة بين البلدين
هذه مقارنة عامة ومرجعية للدولتين:
| وجه المقارنة                                              | الفلبين                       | بيرو                                   |
| --------------------------------------------------------- | ----------------------------- | -------------------------------------- |
| المساحة (كم2)                                             | 343.45 ألف                    | 1.29 مليون                             |
| عدد السكان (نسمة)                                         | 104.92 مليون                  | 32.16 مليون                            |
| الكثافة السكانية (ن./كم²)                                 | 305.49                        | 24.93                                  |
| العاصمة                                                   | مانيلا                        | ليما                                   |
| اللغة الرسمية                                             | اللغة الفلبينية، لغة إنجليزية | اللغة الإسبانية، اللغة الأيمرية، كتشوا |
| العملة                                                    | بيسو فلبيني                   | سول بيروفي جديد                        |
| الناتج المحلي الإجمالي (بليون دولار)                      | 313.60 مليار                  | 211.39 مليار                           |
| الناتج المحلي الإجمالي (تعادل القوة الشرائية) بليون دولار | 743.90 مليار                  | 393.13 مليار                           |
| الناتج المحلي الإجمالي الاسمي للفرد دولار أمريكي          | 2.90 ألف                      | 6.03 ألف                               |
| الناتج المحلي الإجمالي للفرد دولار أمريكي                 | 7.39 ألف                      | 11.99 ألف                              |
| مؤشر التنمية البشرية                                      | 0.668                         | 0.740                                  |
| رمز المكالمات الدولي                                      | +63                           | +51                                    |
| رمز الإنترنت                                              | .ph                           | .pe                                    |
| المنطقة الزمنية                                           | توقيت الفلبين                 | توقيت بيرو، 00                         |

## مدن متوأمة
في ما يلي قائمة باتفاقيات التوأمة بين مدن فلبينية وبيروفية:
- ترتبط باغويو مع كوسكو باتفاقية توأمة منذ 23 أغسطس 1984.
- ترتبط مانيلا مع ليما باتفاقية توأمة منذ 1966.[18][18][18]

## منظمات دولية مشتركة
يشترك البلدان في عضوية مجموعة من المنظمات الدولية، منها:
| علم المنظمة | اسم المنظمة                                      | تاريخ انضمام الفلبين | تاريخ انضمام بيرو |
| ----------- | ------------------------------------------------ | -------------------- | ----------------- |
|             | وكالة ضمان الاستثمار متعدد الأطراف               | 8 فبراير 1994        | 2 ديسمبر 1991     |
|             | منظمة الشرطة الجنائية الدولية                    | ?                    | ?                 |
|             | منتدى التعاون الاقتصادي لدول آسيا والمحيط الهادئ | 6 نوفمبر 1989        | 14 نوفمبر 1998    |
|             | منظمة حظر الأسلحة الكيميائية                     | ?                    | ?                 |
|             | منظمة التجارة العالمية                           | 1995                 | ?                 |
|             | الفريق المعني برصد الأرض                         | ?                    | ?                 |
|             | الأمم المتحدة                                    | 24 أكتوبر 1945       | 31 أكتوبر 1945    |
|             | مؤسسة التمويل الدولية                            | 12 أغسطس 1957        | 20 يوليو 1956     |
|             | يونسكو                                           | 21 نوفمبر 1946       | 21 نوفمبر 1946    |
|             | مؤسسة التنمية الدولية                            | 28 أكتوبر 1960       | 30 أغسطس 1961     |
|             | البنك الدولي للإنشاء والتعمير                    | 27 ديسمبر 1945       | 31 ديسمبر 1945    |
|             | المنظمة الهيدروغرافية الدولية                    | ?                    | ?                 |
|             | الاتحاد البريدي العالمي                          | ?                    | ?                 |
|             | المركز الدولي لتسوية المنازعات الاستشارية        | 17 ديسمبر 1978       | 8 سبتمبر 1993     |
|             | الاتحاد الدولي للاتصالات                         | 25 مايو 1912         | 12 يوليو 1915     |

## وصلات خارجية
- موقع وزارة الخارجية الفلبينية
- موقع وزارة الخارجية البيروفية